# Регистарске ознаке у Доњецкој Народној Републици
Регистарске ознаке у Доњецкој Народној Републици су регистарске таблице које се користе за регистрацију возила на територији самопроглашене Доњецке Народне Републике (ДНР)
Након проглашења независности Украјине 1991. године, на територији данашње ДНР издате су таблице различитих националних стандарда који припадају Доњецкој области. Након промене власти у Украјини 2014. године, на територији Доњецке области проглашена је Доњецка Народна Република. У периоду 2014-2015, на територији ДНР, на аутомобилима су почели да се појављују самопроизведени бројеви, различити од украјинских.
Савремене таблице ДНР су званично представљене 22. маја 2015. године, а 26. маја је почело њихово издавање у Доњецку. Издавање су постепено покренули и други делови републике: Макејевка, Шахтјорск, Јенакијеве, Горловка и Старобешево.
Руска Федерација је почела да признаје регистарске таблице из Доњецке Народне Републике и суседне Луганске Народне Републике (ЛНР) у фебруару 2017. године.